# Kąt padania

Kąt padania w optyce

Kąt padania – kąt określający kierunek ruchu obiektu względem powierzchni, do której ten obiekt dociera. Obiektem może być promieniowanie, strumień cząstek lub pojedyncze ciało.
W zależności od kontekstu kąt jest definiowany na dwa różne sposoby, jako:
1. Kąt pomiędzy kierunkiem ruchu obiektu padającego na powierzchnię a normalną do tej powierzchni w punkcie padania. Kąt ten zawiera się w granicach 0÷0,5π rad (0÷90°).
2. Kąt pomiędzy kierunkiem ruchu obiektu padającego na powierzchnię a samą powierzchnią. Kąt ten zawiera się również w granicach 0÷0,5π i jest kątem dopełniającym do pierwszego.

## W optyce geometrycznej
Jest to kąt padania w znaczeniu pierwszym, czyli kąt pomiędzy promieniem padającym na powierzchnię rozgraniczającą dwa ośrodki a normalną do tej powierzchni. W tym znaczeniu pojęcie "kąt padania" używane jest najczęściej.

## Inne użycia

### W dyfrakcji Bragga i fal materii
W przypadku dyfrakcji Bragga kątem padania nazywa się kąt między wiązką promieniowania (np. rentgenowskiego) a powierzchnią kryształu. To samo dotyczy fal materii (dyfrakcji  cząstek elementarnych).

### W mechanice
Pojęcie kąta padania stosowane jest też w mechanice do opisu zjawiska odbicia ciała od powierzchni innego ciała. Kąt padania definiowany jest wówczas podobnie jak w optyce geometrycznej.

### W geografii
Określenie "kąt padania promieni słonecznych" jest potocznym określeniem wysokości astronomicznej Słońca.